# Patricia Lara Salive
Patricia Lara Salive (Bogotá, Colombia; 5 de febrero de 1951) es una periodista y escritora colombiana con una amplia trayectoria en el país. Es autora de los libros periodísticos Siembra vientos y recogerás tempestades (1982), Las mujeres en la guerra, premio Planeta de periodismo (2000), Adiós a la guerra (2018), La espada de Bolívar: del M-19 a la Casa de Nariño (2023) y de las novelas: Amor enemigo (2005), Hilo de sangre azul (2009), que se adaptó a la televisión en la serie del mismo nombre producida por el canal RCN en 2016, y El rastro de tu padre (2016).
Lara Salive ha sido fundadora del semanario Nueva Frontera con el expresidente Carlos Lleras Restrepo en 1974, de la Revista Cambio 16 Colombia en 1994 y del portal Cambio Colombia en el 2022. Fue reportera de la edición dominical del periódico El Tiempo en los años 80s; corresponsal en Europa y Estados Unidos de Nueva frontera, El Espectador y la revista Alternativa; columnista en el diario El País de Cali hasta el 2021 y actualmente escribe una columna semanal para el periódico El Espectador.
En el año 2006 fue candidata a la vicepresidencia de Colombia como fórmula de Carlos Gaviria Díaz.

## Biografía
Lara es licenciada en filosofía y letras de la Universidad de los Andes de Bogotá y obtuvo un máster en periodismo en el Instituto francés de prensa y ciencias de la información en la Universidad de París y otro en Columbia University Graduate School of Journalism en Nueva York.
En 1974 fundó el semanario Nueva Frontera en Bogotá junto al expresidente Carlos Lleras Restrepo. Fue corresponsal internacional de Nueva Frontera, del periódico El Espectador y de la revista Alternativa, además de trabajar con el diario El Tiempo como reportera dominical y defensora del lector.
En 1982 publicó su primer libro “Siembra vientos y recogerás tempestades”, donde reunía los perfiles y testimonios de los fundadores de la guerrilla del M-19, Jaime Bateman Cayón, Iván Marino Ospina y Álvaro Fayad.
En octubre de 1986, Lara viajó a la ciudad e Nueva York, Estados Unidos acompañando al periodista Darío Arizmendi quien había sido elegido para recibir un premio. Al pasar por el control migratorio del aeropuerto fue informada de que su visa había sido cancelada y se le dio la opción de regresar a Colombia o asistir a un juicio para defender su caso, ya que según las autoridades su nombre estaba en una lista de personas que podían poner en peligro la seguridad de ese país. La periodista manifestó no tener nada que ocultar y decidió quedarse a enfrentar el juicio por lo que fue detenida y trasladada a un centro de reclusión donde permaneció 5 días y desde donde escribió una serie de crónicas para el diario El Tiempo. Finalmente no se le permitió asistir al juicio y fue regresada en un vuelo comercial a Colombia.
Tras el episodio Lara demandó al estado norteamericano por la suma de 10 millones de dólares por lo hechos y 5 años después llegó a una conciliación en la cual dicho país le pidió retirar la demanda a cambio de recibir de nuevo la visa de entrada a lo que la escritora accedió. Para Lara el episodio se debió a un asunto de macartismo y rezagos de la guerra fría donde personas que hubiesen simpatizado ideas de izquierda política en el pasado y manifestado críticas a los Estados Unidos era vetada e incluida en una lista negra para impedir su ingreso al país. Lara había escrito reportajes que criticaban el actuar del gobierno de Ronald Reagan en Centroamérica.
En 1994 fundó la edición colombiana de la revista Cambio 16, ese mismo año es ganadora junto a Antonio Caballero y Javier Darío Restrepo del Premio Nacional de Periodismo CPB por el trabajo; "Droga: legal?" La revista igualmente obtuvo varios reconocimientos como el Premio Nacional de Periodismo Simón Bolívar. Dicha publicación fue vendida en 1998 al escritor Gabriel García Márquez y otros socios y posteriormente adquirida por la Casa Editorial El Tiempo que la mantuvo activa hasta 2010.
En 2006, Lara aceptó ser la fórmula vicepresidencial del exmagistrado Carlos Gaviria Díaz por el partido de izquierda Polo Democrático Alternativo para las elecciones presidenciales de Colombia de 2006 donde enfrentaban la reelección del Álvaro Uribe Vélez. Gaviria y Lara quedaron en segundo lugar y alcanzaron lo que hasta el momento era la votación más alta de la izquierda en el país con más de dos millones seiscientos mil votos.
En 2021 Lara Salive anunció que forma parte de un grupo de accionistas que relanzaron la revista Cambio a partir de 2022 en versión digital.

## Literatura
Ha escrito los libros de periodismo literario Siembra vientos y recogerás tempestades (1982); Las mujeres en la guerra (2000) que le dio el Premio Planeta de Periodismo y del cual se hizo una obra de teatro que ha tenido más de 300 presentaciones en Colombia y el exterior; Adiós a la guerra (2018); y La espada de Bolívar: del M-19 a la Casa de Nariño (2023).
También ha escrito las novelas: Amor enemigo (2005), Hilo de sangre azul (2009)y El rastro de tu padre (2016).
Durante 15 años fue columnista del diario El País de Cali y tiene una columna semanal en el periódico El Espectador desde el 2006.

## Vida personal
Patricia Lara Salive es hija de Dorita Salive y Rómulo Lara Borrero. Lara Salive estuvo casada primero con Jorge Enrique Posada Lalinde (q.e.p.d), con quien tuvo un hijo y luego con Alfonso Gómez Méndez, con quien tuvo dos hijos.

## Premios y reconocimientos
- Premio Nacional de Periodismo del Círculo de Periodistas de Bogotá (1994).
- Premio Planeta de Periodismo (2009).